# أوسامو تيزوكا
أوسامو تيزوكا (باليابانية: 手塚 治虫 بالروماجي: Osamu Tezuka) ولد في 3 نوفمبر 1928 - 9 فبراير 1989، عمل كمنتج أفلام ورسام مانغا كما يعد من أهم مطوري الرسوم المتحركة اليابانية المعروفة باسم الأنمي.
ولد في مدينة تويوناكا محافظة أوساكا. ومن أشهر أعماله الشخصية: تتسوان أتومو (باليابانية: 鉄腕アトム) المعروف باسم الفتى أسترو وشخصية كيمبا الأسد الأبيض، يرجع تطوير المانجا له ولعائلته وهو أيضا مؤسس قواعد فن الرسوم المتحركة اليابانية. كما أنه استوحى فكرة رسم الأنمي من شخصيات ديزني الشهيرة حيث أنه قام برسم عيون كبيرة للأنمي ومبالغ فيها كشخصيات ديزني.

## حياته
أوسامو تيزوكا كان الأكبر سناً بين إخوته الثلاث، في مدينة تويوناكا (Toyonaka City)، وكانت كنيته هي (gashagasha-atama) و (gashagasha) تعني فوضوي أما (atama) فتعني الرئيس أو رأس، لقد كانت والدته دائماً تقول له أن ينظر للسماء الزرقاء لتعطيه ثقةً بنفسه، فكانت كلماتها دائماً تلهمه بالإبداع، فأخذته إلى مسرح تاكارازوكا حيث كان فيها فرقة المسرح الموسيقي التي تدعى ب (Takarazuka Revue)، لذلك فإن تلك الفرقة كان لها تأثير كبير في أعمال أوسامو تيزوكا.

## روابط خارجية
- أوسامو تيزوكا على موقع IMDb (الإنجليزية)
- أوسامو تيزوكا على موقع ميتاكريتيك (الإنجليزية)
- أوسامو تيزوكا على موقع روتن توميتوز (الإنجليزية)
- أوسامو تيزوكا على موقع قاعدة بيانات الأفلام العربية
- أوسامو تيزوكا على موقع ألو سيني (الفرنسية)
- أوسامو تيزوكا على موقع ميوزك برينز (الإنجليزية)
- أوسامو تيزوكا على موقع أول موفي (الإنجليزية)
- أوسامو تيزوكا على موقع قاعدة بيانات الأفلام السويدية (السويدية)
- أوسامو تيزوكا على موقع ديسكوغز (الإنجليزية)
- أوسامو تيزوكا على موقع قاعدة بيانات الفيلم (الإنجليزية)